# Milicia Voluntaria Anticomunista
La Milicia Voluntaria Anticomunista (en italiano: Milizia Volontaria Anti Comunista, MVAC) (en esloveno: Bela Garda o Belogardisti, que significa Guardia Blanca) eran formaciones auxiliares paramilitares del Real Ejército Italiano compuesto por grupos de antipartisanos yugoslavos en las porciones ocupadas por Italia del Reino de Yugoslavia durante la Segunda Guerra Mundial.
Coloquialmente conocidas como Bande o Bande VAC por el término militar italiano para las fuerzas irregulares normalmente compuestas por extranjeros o nativos, las formaciones anticomunistas  de la MVAC en la Yugoslavia ocupada estaban compuestas principalmente por eslovenos anticomunistas, serbios, musulmanes bosnios, croatas y montenegrinos, y también por algunos italianos. Como auxiliares de las unidades militares italianas regulares, las unidades de la MVAC participaron en acciones de guerrilla contra las fuerzas comunistas yugoslavas en Eslovenia, Dalmacia, Lika, Montenegro, Bosnia y Herzegovina. Empleadas por los italianos desde 1941 hasta 1943, las unidades de la MVAC yugoslavas se utilizaron por su capacidad de combate y también por su conocimiento del idioma y el terreno locales.

## Organización
Técnicamente, la MVAC nunca fue una organización única o uniforme. El nombre se utilizaba para designar un conjunto de grupos a menudo con diferentes estados. Ciertos grupos armados incorporados a la MVAC que habían establecido relaciones con oficiales italianos fueron clasificados como “bandas legalizadas”, mientras que los grupos que mantenían vínculos ocasionales y menos formales con las fuerzas italianas fueron clasificados como “bandas no legalizadas”.
En el norte de Dalmacia, por ejemplo, pequeños grupos de civiles serbios armados y soldados yugoslavos desmovilizados que inicialmente sospechaban de las tropas italianas invasoras, entablaron conversaciones con funcionarios italianos que ofrecieron refugio a la minoría serbia de los escuadrones de la muerte croatas de la Ustaša. En Eslovenia, el establecimiento de unidades de la MVAC fue impulsado por el obispo católico esloveno Rožman, quien envió una carta al general italiano Mario Robotti en septiembre de 1942 proponiendo la creación de un ejército colaboracionista esloveno y una fuerza policial bajo el mando italiano para ayudar a luchar contra los partisanos comunistas.

## Historia
Tras la invasión de Yugoslavia en abril de 1941, las fuerzas invasoras italianas solicitaron la ayuda de fuerzas irregulares locales para luchar contra las organizaciones de resistencia locales en Eslovenia y el Estado Independiente de Croacia. Establecido formalmente por el acuerdo italo-croata Roatta-Pavelić del 19 de junio de 1942, las primeras unidades de la MVAC de la banda Chetnik "legalizada" se establecieron en el territorio de la Dalmacia ocupada por Italia el 23 de junio de 1942. Ese mismo mes, aproximadamente 4.500 chetniks "legalizadas" fueron reconocidos en Montenegro.

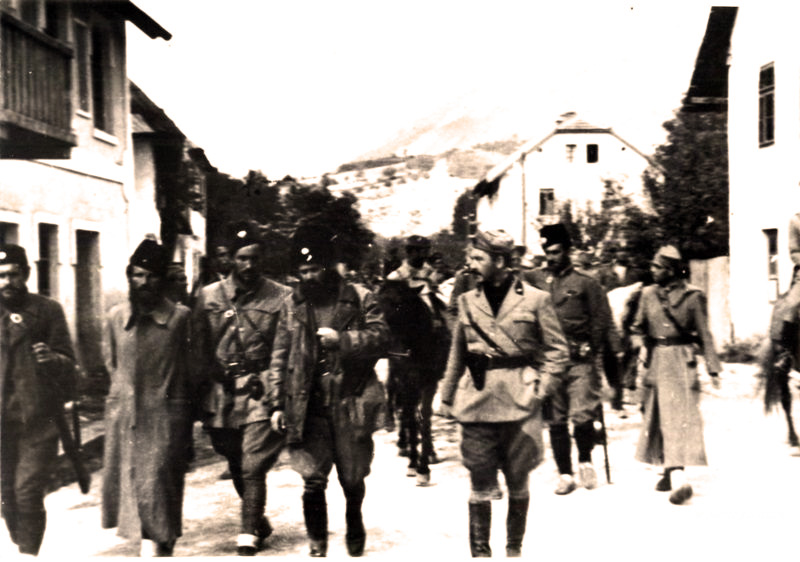
Chetniks serbios y oficiales italianos entrando en Prozor, Bosnia, durante la Operación Alfa 1942.

Entre 1942 y 1943, los grupos de la MVAC en las partes de la Dalmacia ocupadas por Italia fueron equipados con armas, municiones y ropa por parte de los italianos. Según el general italiano Giacomo Zanussi, "legalizó" la banda chetnik de la MVAC, a la que se suministró con 30.000 rifles, 500 ametralladoras, 100 morteros, 15 piezas de artillería, 250.000 granadas de mano, 7 millones de cartuchos de armas pequeñas y 7.000-8.000 pares de botas. Para el 28 de febrero de 1943, las autoridades italianas habían registrado aproximadamente 20.514 auxiliares de la MVAC en el territorio del Estado Independiente de Croacia y Montenegro.

### Eslovenia

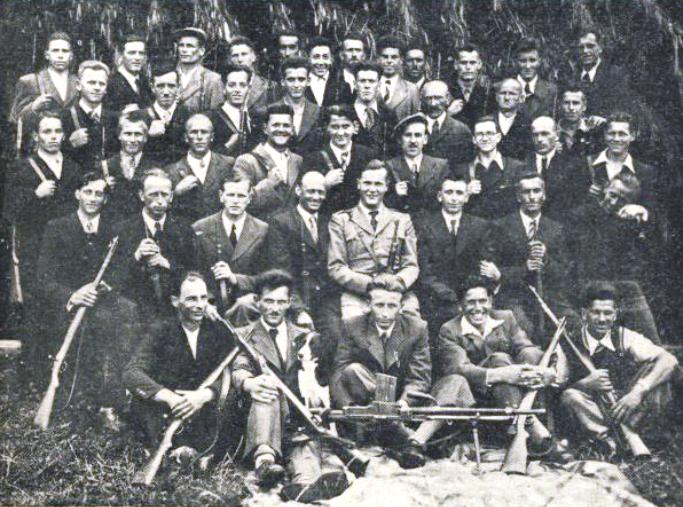
Primera unidad de la MVAC.

En mayo de 1942, la organización clandestina de las primeras fuerzas anticomunistas eslovenas comenzó en la capital eslovena de Liubliana. Para obtener el respaldo italiano para las operaciones antipartisanas, los grupos de la MVAC eslovenos fueron reclutados inicialmente de las organizaciones locales Sokol y de la Legión Nacional, seguidos más tarde por miembros de regimientos Chetniks y la Legión de la Muerte de Karl Novak.

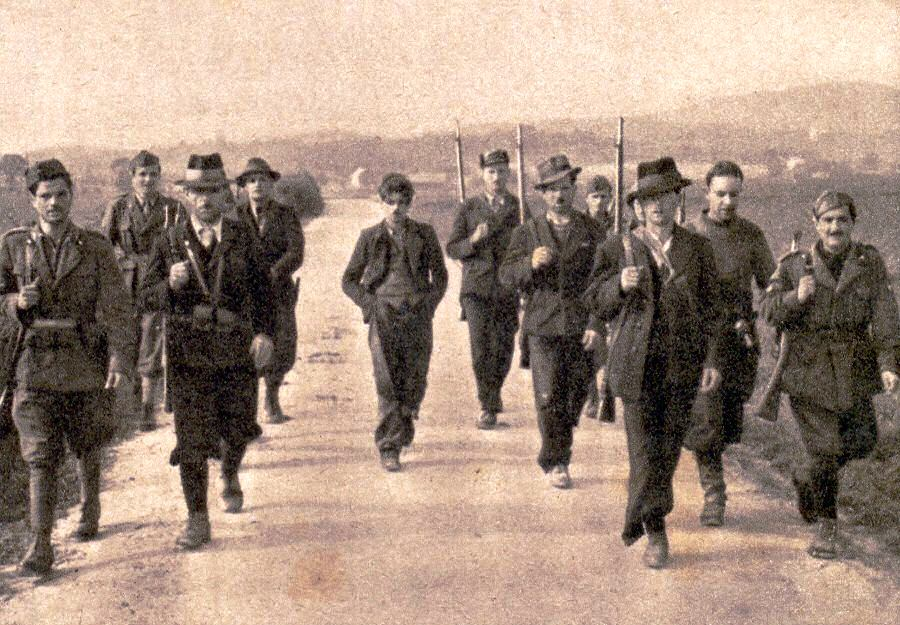
Guardias del Pueblo eslovenos de la MVAC y soldados italianos escoltando a un rehén.

En la segunda quincena de julio de 1942, unidades de la Legión de la Muerte eslovena se unieron a las fuerzas italianas durante una gran ofensiva contra los partisanos comunistas. Con acciones que continuaron hasta principios de noviembre, los italianos quedaron impresionados con el potencial de tales unidades y, con la aprobación de Benito Mussolini, decidieron aceptar la oferta de las autoridades eslovenas de inscribir a las unidades antipartisanas como auxiliares.
A principios de agosto de 1942, los italianos ordenaron que todas las unidades antipartisanas eslovenas existentes y futuras se incorporarían a la MVAC. Ese mismo mes, las unidades armadas en las zonas rurales se formaron en los Guardias del Pueblo (en esloveno: Vaške straže) y se incluyeron en la MVAC, convirtiéndose finalmente en el grupo más grande entre los auxiliares italianos.
A finales de septiembre de 1942, las unidades de la MVAC eslovenas contaban con unos 2.219 hombres armados, y cada unidad tenía uno o más oficiales de enlace italianos adjuntos. Durante 1942, a instancias del Partido Popular Esloveno, alrededor de 600 exprisioneros de guerra del Real Ejército Yugoslavo fueron liberados de los campos italianos, regresaron a Eslovenia y se alistaron con los auxiliares de la MVAC. Uno de estos antiguos prisioneros de guerra fue el Teniente Coronel Ernest Peterlin, quien a su regreso a Eslovenia fue designado para comandar la unidad de la MVAC de Liubliana formada en octubre de 1942. En noviembre de 1942, las unidades de la MVAC contaban con 4.471 hombres en armas. Si bien la MVAC incluía a algunos miembros de la organización Sokol y muchos exprisioneros de guerra, la fuerza dominante dentro de él era la Legión Eslovena y, a través de ella, el Partido Popular Esloveno.

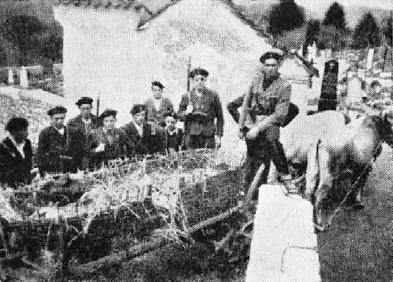
Los guardias del Pueblo eslovenos de la MVAC llevan a los partisanos yugoslavos caídos a un cementerio.

En julio de 1943, la MVAC eslovena contaba con 6.134 hombres y algunos oficiales italianos, entre ellos el general Roatta, pero criticaron su mala disciplina. Al observar que "se parecían a escuadrones de matones", los patrocinadores italianos consideraban a los auxiliares eslovenos del MVAC como "insubordinados y revoltosos". Hablando con el obispo Rožman en el otoño de 1942, el general italiano Vittorio Ruggero advirtió a Rožman: "No soy esloveno, pero así es como veo a los eslovenos y su lucha: las unidades de la MVAC nos ayudan mucho a los italianos [...] pero entre ustedes los eslovenos crea tal odio que no podrás eliminarlo durante cincuenta años".
En el momento en que los italianos se rindieron en 1943, las fuerzas italianas contaban con aproximadamente 50.000 soldados en Eslovenia, asistidos por 6.049 soldados de la MVAC eslovenos y 300-400 chetniks eslovenos.
Con el fin del dominio italiano en Eslovenia, el 19 de septiembre de 1943, los partisanos yugoslavos y los soldados italianos recién rendidos sitiaron el castillo de Turjak, a 20 km al sureste de Liubliana. Las unidades de la MVAC de la Legión Nacional y la Guardia del Pueblo rodeadas junto con las fuerzas chetnik eslovenas fueron derrotadas por las fuerzas comunistas gracias a las armas pesadas que habían adquirido de las fuerzas italianas. Después de la batalla del castillo de Turjak, todas las fuerzas eslovenas anticomunistas se unieron a la milicia colaboracionista alemana conocida como Domobranci (en alemán: Heimwehr) fusionándose con formaciones ya creadas en los territorios eslovenos ocupados por los alemanes de Carintia y Carniola.
Al final de la Segunda Guerra Mundial, muchos excombatientes de la MVAC fueron capturados y mantenidos cautivos por los Aliados en Austria. Más tarde, muchos fueron entregados al ejército de Tito, donde la mayoría fueron asesinados y enterrados en los karsts de Kočevski Rog, mientras que otros encontraron su fin en Bleiburg, Austria.

## Unidades
| Unidad                  | Ortodoxos | Católicos | Musulmanes | Total  | Unidades | Divisiones                                          |
| ----------------------- | --------- | --------- | ---------- | ------ | -------- | --------------------------------------------------- |
| V Cuerpo de Ejército    | 4.313     |           |            | 4.313  | 20       | Lombardia 2, Re 18                                  |
| VI Cuerpo de Ejército   | 8.385     | 511       | 780        | 9.676  | 22       | Marche 6, Messina 2, Murge 14                       |
| XVII Cuerpo de Ejército | 7.816     | 321       |            | 8.137  | 21       | Sassari 17, Bérgamo 4                               |
| Total (zona ocupada)    | 20.514    | 832       | 780        | 22,126 |          |                                                     |
| Eslovenia               |           |           |            | 5.145  | 40       | Isonzo, Cacciatori delle Alpi, Guardias Fronterizos |
| Dalmacia                |           |           |            | 882    | 13       |                                                     |
| Kotor                   |           |           |            | 1.474  | 3        |                                                     |
| Total (zona anexionada) |           |           |            | 7.501  |          |                                                     |
| Total                   |           |           |            | 29.627 |          |                                                     |